# Ferdinand Maria, kurfurste af Bayern
Ferdinand Maria, kurfurste af Bayern (født 31. oktober 1636, død 26. maj 1679) var søn af kurfyrste Maximilian 1. af Bayern og dattersøn af kejser Ferdinand 2.
Ferdinand Maria var gift med Adelheid af Savoyen (Henriette Adelheid af Savoyen var datter af hertug Viktor Amadeus 1. af Savoyen). De blev forældre til Maximilian 2. Emanuel af Bayern.